# بوسكن
بوسكن بلدية بولاية المدية على اٍرتفاع 700 متر عن سطح البحر، يحدها من الشرق بلدية بني سليمان ومن الغرب بلدية خمس جوامع من الشمال بلدية بلدية بوشراحيل من الجنوب بلدية السواقي وتبعد شرقا عن مقر الولاية ب 65 كم.
بلدية بوسكن ريفية الطابع تضم العديد من القرى هي:
- أولاد العربي
- بني معلوم
- الخويخات
- الجمايلية
- أهلاقني
- الفرايحية
- أولاد بويحي
- اللوالوية
- السقايعية
- العباعبية
- البواكرية
- أولاد سيدي موسى
- الكحاحلة
- المرايحية

## وصلات خارجية
- منتدى فوج السبيل الكشفي لبلدية بوسكن